# Atractocarpus
Atractocarpus là một chi thực vật có hoa trong họ Thiến thảo (Rubiaceae).

## Hình ảnh

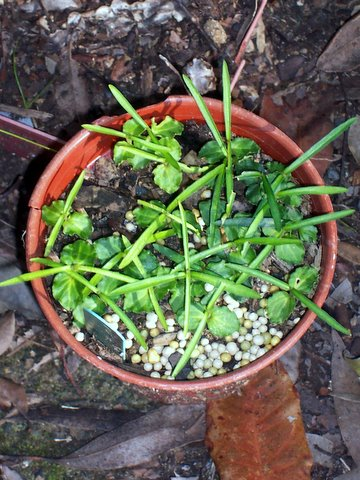

## Loài
Chi Atractocarpus gồm các loài: